# Como aman los hombres
Como aman los hombres (en hangul, 신사의 품격; en hanja, 紳士의 品格) es una serie de televisión surcoreana emitida durante 2012 y protagonizada por Jang Dong Gun, Kim Ha-neul, Kim Min Jong, Kim Su-ro y Lee Jong-hyuk.
Fue transmitida por Seoul Broadcasting System, desde el 26 de mayo hasta el 12 de agosto de 2012. Finalizando con una longitud de 20 episodios más un especial, al aire las noches de los días lunes y martes a las 21:55 (KST). Cuenta la historia de cuatro hombres en sus cuarenta años que han sido amigos desde que tenían dieciocho años, a medida que avanzan a través del amor, la ruptura, el éxito y el fracaso.
La serie marca el regreso a la televisión de Jang Dong Gun después de doce años. Fue dirigida por Shin Woo Chul y escrita por Kim Eun-sook, el mismo equipo detrás de las exitosas Jardín secreto, On Air, Lovers in Praga, y Lovers in París.

## Argumento
Kim Do Jin es un hombre lleno de confianza que conoce a Seo Yi Soo, y se enamora de ella. Para su sorpresa, ella no lo toma en cuenta y él descubre que está enamorada de su mejor amigo Im Tae San. Ante tal situación, comienza un amor unilateral por primera vez en su vida y con esfuerzo trata de ganar su corazón.
Im Tae San está saliendo con la compañera de habitación de Yi Soo, Hong Se Ra, pero surgen problemas cuando se revela el flechazo de Yi Soo y Se Ra dice que no quiere casarse. Choi Yoon es un abogado que todavía se está recuperando de la muerte de su esposa hace cuatro años, pero comienza a tener sentimientos por la hermana más joven de Tae San, Im Meari. Meari siempre ha tenido un flechazo por Yoon; sin embargo, este se niega a ceder a sus sentimientos y poner en peligro su amistad con Tae San.
Lee Jung Rok está casado con una mujer rica, Park Min Sook, pero constantemente coquetea con otras mujeres, causando problemas de confianza en su matrimonio. Mientras los amigos viven sus vidas llenas de problemas, un misterioso adolescente llamado Colin llega a Corea en busca de los cuatro hombres, afirmando que uno de ellos es su padre biológico.

## Reparto

### Principal
- Jang Dong Gun como Kim Do Jin.
- Kim Ha Neul como Seo Yi Soo.
- Kim Min Jong como Choi Yoon.
- Kim Su-ro  como Im Tae San.
- Lee Jong-hyuk como Lee Jung-rok.
- Yoon Se Ah como Hong Se Ra.
- Kim Jung Nan como Park Min Sook.
- Yoon Jin Yi como Im Meahri.
- Lee Jong Hyun como Collyn.

### Secundario
- Kim Woo Bin como Kim Dong Hyub.
- Park Joo Mi como Kim Eun Hee.
- Nam Hyun Joo como Profesor Park.
- Park Ah In como Abogada Kang.
- Yoon Joo Man como Jefe de equipo Choi.
- Min Jae Shik como Gerente del Mango Six Cafe.
- Kim Chang Seong como Sang Hyun.
- Kim Geun como Kim Geun.
- Lee Joon Hee como Kwon.
- Jo Hyeon Kyu como Hyeon Kyu.
- Han Eun Sun como Young Ran.
- Ahn Jae Min como Yoo Seong Jae.
- Kim Yun Seo como Kim Eun Ji.
- Lee Yong Ih como Lee Mi Kyung.
- Kim Sun Hwa como Directora Song.

### Otros
Apariciones especiales
- Sa Hee como Seductor de Do Jin en el pub (ep 1).
- Jo Jae-yoon como Oficial de la Policía (ep 1).
- Ahn Hye Kyung como Cliente de Yoon (eps 2 y 10).
- Hyejeong (AOA) como Hija de Na Jong Seok (ep 3).
- Choi Sung Jo como Entrenador de Min Sook (ep 3).
- Kim Kwang-kyu como Profesor en la parodia de la película Friend (ep 4).
- Sooyoung (Girls' Generation) como Ella misma (ep. 5).
- Hwang Eun Soo (eps 9 y 12).
- Kim Dong-gyun como Na Jong Seok (ep 11).
- Jung Yong Hwa (CN Blue) (ep 13).
- Juniel (ep 13).
- Kim Sung-oh como Instructor del ejército y el hijo de la directora Song (ep 15).
- Jang Joon Yoo como Cita a ciegas de Tae San (ep 16).
- Cha Hwa Yeon como Madre de Yi Soo (ep 16 y 19).
- Bae Ji Hyun como Reportero (ep 20).
- Jang Eui-soo

## Recepción

### Audiencia
En Azul la audiencia más baja y en rojo la más alta, correspondientes a las empresas medidoras TNms y AGB Nielsen.
| Ep. #    | Fecha original de emisión | Share        | Share        | Share       | Share       |
| Ep. #    | Fecha original de emisión | TNmS Ratings | TNmS Ratings | AGB Nielsen | AGB Nielsen |
| Ep. #    | Fecha original de emisión | Nacional     | Seúl         | Nacional    | Seúl        |
| -------- | ------------------------- | ------------ | ------------ | ----------- | ----------- |
| 1        | 26 de mayo de 2012        | 13.7 %       | 15.9 %       | 14.1 %      | 16 %        |
| 2        | 27 de mayo de 2012        | 12.1 %       | 15.2 %       | 12.8 %      | 14.6 %      |
| 3        | 2 de junio de 2012        | 14 %         | 15.6 %       | 14.9 %      | 16.7 %      |
| 4        | 3 de junio de 2012        | 14.8 %       | 19 %         | 14.8 %      | 16.5 %      |
| 5        | 9 de junio de 2012        | 17.4 %       | 20.5 %       | 15.9 %      | 17 %        |
| 6        | 10 de junio de 2012       | 16.5 %       | 20.3 %       | 16.8 %      | 19.4 %      |
| 7        | 16 de junio de 2012       | 18.7 %       | 22.6 %       | 17.1 %      | 18.6 %      |
| 8        | 17 de junio de 2012       | 18.4 %       | 22.3 %       | 16.6 %      | 18.6 %      |
| 9        | 23 de junio de 2012       | 19.7 %       | 22.9 %       | 18.6 %      | 20.2 %      |
| 10       | 24 de junio de 2012       | 19.8 %       | 22 %         | 20.3 %      | 21.9 %      |
| 11       | 30 de julio de 2012       | 23.1 %       | 26 %         | 22 %        | 23 %        |
| 12       | 1 de julio de 2012        | 23.1 %       | 26.3 %       | 20.3 %      | 21.7 %      |
| 13       | 7 de julio de 2012        | 21.9 %       | 26 %         | 22 %        | 23.4 %      |
| 14       | 8 de julio de 2012        | 22.8 %       | 26.7 %       | 21.6 %      | 22.3 %      |
| 15       | 14 de julio de 2012       | 26 %         | 30.1 %       | 23.5 %      | 24.8 %      |
| 16       | 15 de julio de 2012       | 26 %         | 29.6 %       | 23.7 %      | 25.3 %      |
| 17       | 21 de julio de 2012       | 26.7 %       | 30.5 %       | 24.4 %      | 26.1 %      |
| 18       | 22 de julio de 2012       | 21.8 %       | 25.3 %       | 24.4 %      | 26 %        |
| 19       | 11 de agosto de 2012      | 18.2 %       | 20.4 %       | 18.1 %      | 19.3 %      |
| 20       | 12 de agosto de 2012      | 24.9 %       | 28.8 %       | 23.5 %      | 25.3 %      |
| Promedio | Promedio                  | 20 %         | 23.3 %       | 19.3 %      | 20.8 %      |

## Banda sonora
| A Gentleman’s Dignity OST 1 |                                       |                   |          |  |
| N.º                         | Título                                | Artista           | Duración |  |
| 1.                          | «My Heartache (가슴이 시린 게)»       | Lee Hyun (8eight) | 4:34     |  |
| 2.                          | «High High»                           | Kim Tae Woo       | 3:13     |  |
| 3.                          | «Love… What to Do (사랑… 어떡하나요)» | Yangpa            | 4:30     |  |
| 4.                          | «Beautiful Words (아름다운 말)»       | Jeon Geun-hwa     | 4:27     |  |
| 5.                          | «Everyday»                            | Park Eun-ooh      | 3:59     |  |
| 6.                          | «When I Look At You (널 보면 말이야)» | Gyun Woo          | 3:28     |  |
| 7.                          | «You Are Everywhere»                  | Big Baby Driver   | 3:14     |  |
| 8.                          | «Spring I Love You Best»              | Big Baby Driver   | 2:27     |  |
| 9.                          | «High High (Bossa Nova Story)»        | Varios artistas   | 2:36     |  |
| 10.                         | «My Heartache (versión piano)»        | Varios artistas   | 1:55     |  |
| 11.                         | «Love… What to Do (Inst.)»            | Varios artistas   | 4:30     |  |
| 12.                         | «O.S. Love»                           | Varios artistas   | 2:38     |  |
| 13.                         | «You Are Everywhere (Guitar Story)»   | Varios artistas   | 2:48     |  |
| 14.                         | «Everyday (Comic Story)»              | Varios artistas   | 2:23     |  |
| 15.                         | «Smile (con Jay Kim)»                 | Davink            | 3:00     |  |

| A Gentleman’s Dignity OST 2 |                                                  |                         |          |  |
| N.º                         | Título                                           | Artista                 | Duración |  |
| 1.                          | «More Than Me (나보다 더)»                       | Jang Dong Gun           | 4:31     |  |
| 2.                          | «My Love (내 사랑아)»                            | Lee Jong Hyun (CN Blue) | 3:46     |  |
| 3.                          | «Beautiful Pain (아름다운 아픔) (2012 New Ver.)» | Kim Min Jong            | 4:02     |  |
| 4.                          | «Your Sun Is Stupid»                             | Big Baby Driver         | 2:35     |  |
| 5.                          | «More Than Me (Inst.)»                           | Varios artistas         | 4:31     |  |
| 6.                          | «My Love (Inst.)»                                | Varios artistas         | 3:46     |  |
| 7.                          | «Fighting Allows (Fighting 있게)»                | Varios artistas         | 1:44     |  |
| 8.                          | «It's Imagination (상상하는 걸로)»               | Varios artistas         | 2:14     |  |
| 9.                          | «Offensive Hips (공격형 엉덩이)»                 | Varios artistas         | 1:32     |  |
| 10.                         | «Indelible Scent (지울 수 없는 향기)»            | Varios artistas         | 2:51     |  |
| 11.                         | «Happy Footstep»                                 | Varios artistas         | 1:47     |  |
| 12.                         | «Crazy Time»                                     | Varios artistas         | 1:25     |  |
| 13.                         | «You Anywhere (너는 어디서나)»                   | Varios artistas         | 1:50     |  |
| 14.                         | «That Person That Love (그 사람 그 사랑)»        | Varios artistas         | 2:27     |  |
| 15.                         | «Starting Today, Lover (오늘부터 연인)»          | Varios artistas         | 2:05     |  |

## Premios y nominaciones
| Año  | Premio                                           | Categoría                                                      | Nominado                    | Resultado | Ref    |
| ---- | ------------------------------------------------ | -------------------------------------------------------------- | --------------------------- | --------- | ------ |
| 2012 | 5th Korea Drama Awards                           | Mejor banda sonora                                             | "My Love" – Lee Jong Hyun   | Nominado  | [ 7 ]  |
| 2012 | 5th Korea Drama Awards                           | Mejor nueva actriz                                             | Yoon Jin Yi                 | Ganador   | [ 8 ]  |
| 2012 | 5th Korea Drama Awards                           | Mejor drama                                                    | Como aman los hombres       | Nominado  | [ 9 ]  |
| 2012 | 14th Mnet Asian Music Awards                     | Mejor banda sonora                                             | "My Love" – Lee Jong Hyun   | Nominado  | [ 10 ] |
| 2012 | 20th Korean Culture and Entertainment Awards     | Mejor actriz de reparto en un drama                            | Nam Hyun Joo                | Ganador   | [ 11 ] |
| 2012 | 1st Daejeon Drama Festival – K-Drama Star Awards | Rising Star Award                                              | Yoon Jin Yi                 | Ganador   | [ 12 ] |
| 2012 | 1st Daejeon Drama Festival – K-Drama Star Awards | Premio de actuación femenina                                   | Kim Jung Nan                | Ganador   | [ 13 ] |
| 2012 | 4th Melon Music Awards                           | Estilo musical - Mejor banda sonora                            | "My Love" – Lee Jong Hyun]] | Nominado  | [ 14 ] |
| 2012 | 4th Melon Music Awards                           | Premio a la Mejor Canción (T-Store)                            | "My Love" – Lee Jong Hyun]] | Nominado  | [ 15 ] |
| 2012 | 4th Melon Music Awards                           | Premio a la Mejor Canción (T-Store)                            | "My Heartache" - Lee Hyun   | Nominado  | [ 15 ] |
| 2012 | 25th Grimae Awards                               | Mejor nuevo director de fotografía                             | Hwang Min Shik              | Ganador   | [ 16 ] |
| 2012 | SBS Drama Awards                                 | Premio a la trayectoria                                        | Kim Eun Sook                | Ganador   | [ 17 ] |
| 2012 | SBS Drama Awards                                 | Premio a la mejor pareja                                       | Kim Min Jong y Yoon Jin Yi  | Ganador   | [ 17 ] |
| 2012 | SBS Drama Awards                                 | Premio de la popularidad                                       | Kim Ha Neul                 | Ganador   | [ 17 ] |
| 2012 | SBS Drama Awards                                 | Las 10 estrellas                                               | Jang Dong Gun               | Ganador   | [ 17 ] |
| 2012 | SBS Drama Awards                                 | Las 10 estrellas                                               | Kim Ha Neul                 | Ganador   | [ 17 ] |
| 2012 | SBS Drama Awards                                 | Nuevo premio estrella                                          | Yoon Jin Yi                 | Ganador   | [ 17 ] |
| 2012 | SBS Drama Awards                                 | Nuevo premio estrella                                          | Lee Jong Hyun               | Ganador   | [ 17 ] |
| 2012 | SBS Drama Awards                                 | Premio especial actuación, actor en una serie dramática        | Kim Min Jong                | Ganador   | [ 17 ] |
| 2012 | SBS Drama Awards                                 | Premio especial actuación, actor en una serie dramática        | Lee Jong-hyuk               | Ganador   | [ 17 ] |
| 2012 | SBS Drama Awards                                 | Premio especial actuación, actriz en una serie dramática       | Kim Jung Nan                | Ganador   | [ 17 ] |
| 2012 | SBS Drama Awards                                 | Premio a la excelencia, actor en una serie dramática           | Kim Soo Ro                  | Ganador   | [ 17 ] |
| 2012 | SBS Drama Awards                                 | Premio a la excelencia, actriz en una serie dramática          | Yoon Se Ah                  | Nominado  | [ 17 ] |
| 2012 | SBS Drama Awards                                 | Premio a la excelencia superior, actor en una serie dramática  | Jang Dong Gun               | Ganador   | [ 17 ] |
| 2012 | SBS Drama Awards                                 | Premio a la excelencia superior, actriz en una serie dramática | Kim Ha Neul                 | Ganador   | [ 17 ] |
| 2013 | 22nd High1 Seoul Music Awards                    | Mejor banda sonora                                             | "My Love" – Lee Jong Hyun   | Ganador   | [ 18 ] |
| 2013 | 49th Baeksang Arts Awards                        | Premio de la popularidad - Actor (TV)                          | Jang Dong Gun               | Nominado  | [ 19 ] |
| 2013 | 49th Baeksang Arts Awards                        | Premio de la popularidad - Actriz (TV)                         | Kim Ha Neul                 | Nominado  | [ 19 ] |
| 2013 | 49th Baeksang Arts Awards                        | Premio de la popularidad - Actriz (TV)                         | Yoon Jin Yi                 | Nominado  | [ 19 ] |
| 2013 | 49th Baeksang Arts Awards                        | Mejor actriz revelación (TV)                                   | Yoon Jin Yi                 | Nominado  | [ 19 ] |

## Emisión internacional
- Canadá: LS Times TV (2013).
- China: Jiangsu TV y Anhui TV.
- Ecuador: Ecuador TV (2014).
- Filipinas: ABS-CBN (2012-2013).[20]
- Hong Kong: TVB.
- Indonesia: Indosiar (2013).
- Israel: Viva (2013).
- Japón: Mnet Japan (2012).[21]
- Malasia: NTV7 (2013).[22]
- Mongolia: Edutainment Channel (2013).
- Singapur: Channel U (2013).
- Taiwán: Videoland Drama (2012).[23]
- Venezuela: Televen (2014).